# Saint-Jean-de-Rives
Saint-Jean-de-Rives is een gemeente in het Franse departement Tarn (regio Occitanie) en telt 242 inwoners (1999). De plaats maakt deel uit van het arrondissement Castres.

## Geografie
De oppervlakte van Saint-Jean-de-Rives bedraagt 5,9 km², de bevolkingsdichtheid is 41,0 inwoners per km².
De onderstaande kaart toont de ligging van Saint-Jean-de-Rives met de belangrijkste infrastructuur en aangrenzende gemeenten.

## Demografie
Onderstaande figuur toont het verloop van het inwonertal (bron: INSEE-tellingen).